# Karl Diener
Karl Diener (Vienna, 11 dicembre 1862 – Vienna, 6 gennaio 1928) è stato un alpinista, geologo e paleontologo austriaco.

## Biografia
Karl Diener era il figlio maggiore del produttore di lamiere Carl Diener, arrivato a Vienna da Stoccarda, e di sua moglie Marie, nata Wechtl. I suoi fratelli erano Paul Hugo Diener (1865-1934), che fece carriera come uomo d'affari, e Bertha Diener (1874-1948), che raggiunse un significativo prestigio sociale e artistico come Bertha Eckstein-Diener sotto lo pseudonimo di Sir Galahad. La famiglia viveva a Diery-Schlössl, Wien-Landstrasse , Marxergasse 24 (oggi: ON 30), demolita nel 1964 ed era anche la sede della società C. Diener & Comp.  Alla fine degli anni Novanta dell'Ottocento Karl, già professore universitario, trasferì la sua residenza da Marxergasse 24 a Bartensteingasse 3, Vienna-Innere Stadt .
Diener studiò geologia e paleontologia all'Università di Vienna, dove conseguì il dottorato nel 1883, "sub auspiciis Imperatoris".  Dal 1885 in poi compì numerosi viaggi di ricerca in Europa e in Asia, ma anche in America (Montagne Rocciose 1891). Nel 1892 si recò nell'Himalaya centrale per conto dell'Accademia delle Scienze. I viaggi successivi lo portarono a Spitsbergen, negli Urali, nel Caucaso, in Siberia, alle Hawaii e in Canada.
Diener completò la sua abilitazione in geografia nel 1886 e in geologia nel 1893. Divenne professore associato di paleontologia nel 1903 e professore ordinario di paleontologia nel 1906 presso l'Università di Vienna. Vi fu decano nel 1919/20 e rettore nel 1922/23. Nel 1909 Diener divenne membro corrispondente e nel 1913 membro a pieno titolo dell'Accademia austriaca delle scienze . Era anche membro di numerose altre associazioni scientifiche nazionali ed estere, tra cui l'Accademia delle scienze di Leningrado.
Introdotto alle Prealpi dal padre all'età di sette anni, Karl Diener divenne noto anche come alpinista. Come membro dell'Österreichischer Alpenklub completò numerose escursioni in montagna senza guida con i fratelli Otto ed Emil Zsigmondy, Ludwig Purtscheller, Louis Philipp Friedmann, August Böhm von Böhmersheim e Hermann Eißler (1860–1953), tra gli altri, e ne fu il presidente dal 1887 al 1903.
Dopo la sua morte, il corpo di Diener fu cremato e sepolto nel cimitero evangelico di Matzleinsdorf. Nel 1932 gli venne intitolata la Karl-Diener-Gasse a Vienna- Favoren.
Edward Timothy Tozer chiamò il Dienerium in suo onore (attraverso Diener Creek sull'isola di Ellesmere).

## Il paleontologo
Karl Diener era considerato un eccezionale esperto nel campo della geologia e della paleontologia. Il suo principale ambito di lavoro è stato lo studio delle Alpi sotto gli aspetti stratigrafici, faunistici e geologici. Nel 1895, insieme a Wilhelm Heinrich Weisen (1841–1900), propose lo stadio cronostratigrafico dell'Anisiano, ora definito a livello internazionale. Con Edmund Mojsisovics di Mojsvár e Scale sviluppò una biostratigrafia del Triassico marino, basata sulle ammoniti come fossili indice. Bilancia e servi erano particolarmente dediti al Triassico inferiore. La sua divisione delle Alpi occidentali in gruppi montuosi su base geologica, un'estensione del sistema di August von Böhm  (1887/1891), fu a lungo considerata la divisione standard.
In termini di visione del mondo, Diener era vicino ai teosofi . Come rettore dell'Università di Vienna, ha sostenuto le richieste degli studenti nazionali tedeschi per un numero chiuso del 10% per studenti e insegnanti ebrei.  Già nel suo discorso inaugurale affermò che "il Rettore e il Senato si impegneranno sempre e saranno in grado di mantenere il carattere tedesco e lo standard accademico della nostra alma mater utilizzando tutti i mezzi legalmente consentiti a loro disposizione" e scrisse sul Reichspost che “il vero cancro della nostra condizione accademica risiede nella quasi spaventosa invasione di elementi estranei alla razza e alla natura”, “la cui cultura, educazione e morale sono profondamente inferiori a quelle dei poveri -corpo studentesco tedesco della terra.”  Durante il suo mandato, nell'auditorium dell'università fu installata la testa di Sigfrido (dal 1990), opera artisticamente e scientificamente controversa, dello scultore Josef Müllner (1879–1968).

## Scritti
- (Tesi di laurea:) Lo Zemmthal e i suoi dintorni. Uno studio monografico . Autopubblicato dall'autore, Vienna 1882 UBW .
- La struttura dell'area sorgente della Giordania . Vienna s.a. [1885], UBW .
- Libano. Linee di base della geografia fisica e della geologia della Siria centrale . Hölder, Vienna 1886 - testo completo online .
- Fossili antracolitici del Kashmir e Spiti. In: Paleonto. Indica Ser. 15, 1, punto 2, 1899, pp. 1–95
- La struttura montuosa delle Alpi Occidentali. Tempsky/Freytag, Vienna/Praga/Lipsia 1891 - testo completo online .
- con WH Scales, Edmund Mojsisovics von Mojsvár : Progetto di una struttura dei sedimenti pelagici del sistema Triassico , atti dell'Accademia delle Scienze di Vienna, Math.-Naturwiss. Classe, volume 104, 1895, pp. 1279–1302
- Risultati di una spedizione geologica nell'Himalaya centrale di Johár, Hundes e Painkhánda. Con una carta geologica, sette tavole e 16 figure di testo. Vienna 1895 - testo completo in linea .
- La fauna dei cefalopodi triadici dello Schiechling-Höhe vicino a Hallstatt. In: Contributi alla geologia e paleontologia dell'Austria-Ungheria e dell'Oriente, volume 13, Verlag Wilhelm Braumüller, Vienna e Lipsia 1900, pp. 1–42, tavole I–III
- In memoria di Albrecht von Krafft. Annuario dell'Imperial Regio Istituto Geologico, LI. Volume (1901), numero 2/1901, ZDB -ID 217948-9 , Verlag der kk Geological Reichsanstalt, Vienna 1902, pp. 149–158 testo completo online .
- Comunicazioni su alcune suite di cefalopodi del Triassico delle Alpi Meridionali. In: Nuovo annuario di mineralogia, geologia e paleontologia. A cura di Max Bauer , Ernst Koken , Theodor Liebisch . Anno 1901, volume 2. Nägele, Stoccarda 1901, pp. 23 – 36, tabella I ZDB -ID 123937-5 – testo completo online .
- Costruzione e immagine dell'Austria . Tempsky (tra gli altri), Vienna 1903
- —, Gustav von Arthaber : Escursione nelle Dolomiti dell'Alto Adige. (Alpe di Siusi, Sciliar, Dolomiti d'Ampezzo). Vienna 1903
- Masse di spinta nomadi nelle Alpi Orientali . In: Centralblatt di mineralogia, geologia e paleontologia. A cura di Max Bauer, Ernst Koken, Theodor Liebisch. Nato nel 1904, Nägele, Stoccarda 1904, pp. 161–181 ISSN 0372-9338 - testo completo online .
- Paleontologia e genealogia. Göschen, Lipsia 1910
- Stile di vita e distribuzione delle ammoniti. In: Nuovo annuario di mineralogia, geologia e paleontologia, anno 1912, volume II, Stoccarda 1912, pp. 67–89.
- Catalogo Fossilium I: Animalia. Cefalopodi triadici. W. Junk, Berlino 1915
- Studi sulla lunghezza della camera di soggiorno come base per una classificazione naturale delle ammoniti. In: Resoconti degli incontri dell'Accademia Imperiale delle Scienze di Vienna. Lezione di scienze matematiche e naturali, Dip. I, Vol 125, Numero 5-6, Vienna 1916, pp. 253-309.
- La fauna ammonitica del Triadico superiore dell'isola di Kotelny, nella Nuova Siberia. In: Rapporti delle riunioni dell'Accademia Imperiale delle Scienze di Vienna, Classe di scienze matematiche e naturali, Dip. I, Vol 125, Numero 7-8, Vienna 1916, pp. 439-463, 1 tavola.
- Addendum sulla fauna dibranchiata del calcare di Hallstatt. In: Annuario dell'Imperial-Regio Istituto Geologico, Volume LXVIII 1918, Numeri 3-4, Verlag der kk Geological Reichsanstalt, in commissione con R. Lechner (W. Müller), Vienna 1919, pp. 475-492, Tavola XIX
- Catalogo Fossilium I: Animalia. Lamellibranchiata Triadica. W. Junk, Berlino 1923
- Vienna, il suo territorio e la sua storia. Lezioni frontali (ecc.). Vienna 1924
- Principi di base della biostratigrafia . Deuticke, Vienna 1925
- I depositi fossili nel calcare di Hallstatt del Salzkammergut . Hölder-Pichler-Tempsky, Vienna 1926.
- Di montagne, terre di sole e nebbia. Esperienze in alta montagna europea ed extraeuropea . Bergverlag Rother, Monaco 1929